# Колхозный панк (магнітоальбом)
«Колхозный панк» — магнітоальбом радянського рок-гурту «Сектор Газа», записаний в червні 1989 року разом з «Плуги-вуги».
Даний матеріал надзвичайно рідкісний, а значно більш відомий студійний альбом «Колхозный панк» 1991 року не є прямим перезаписом цього альбому. Через однаковість назв цих двох альбомів розповсюдженою є думка, що «Колхозный панк» 1991 року був спочатку випущений у 1989 році. Але тим не менш, даний магнітоальбом ніколи офіційно не видавався і його фонограма існувала лише на магнітній плівці 1989 року — цим і зумовлена його рідкість.
Всі пісні з цього магнітоальбому перезаписані в наступних альбомах групи:
- 1991 — «Колхозный Панк»
- 1992 — «Гуляй, мужик!»
- 1993 — «Сектор Газа»

## Про альбом

### Музиканти, що брали участь в записі
- Юрій Клинских — вокал; гітара
- Ігор Кущев — соло-гітара (1-8; 10; 11)
- Сергій Тупікін — соло-гітара (9; 12-14)
- Семен Тітієвський — бас-гітара
- Олег Крючков — барабани (1-5; 9; 10; 12)
- Олександр Якушев — барабани (6-8)
- Олексій Ушаков — клавішні, драм-машина Roland TR-626 (11; 13-14)

- Студія: «Black Box».
- Музика, слова: Юрій Клинских.
- Аранжування: Юрій Клинских, Андрій Ділків, Семен Тітієвський, Сергій Тупікін, Ігор Кущев.